# Michaela Káčerková

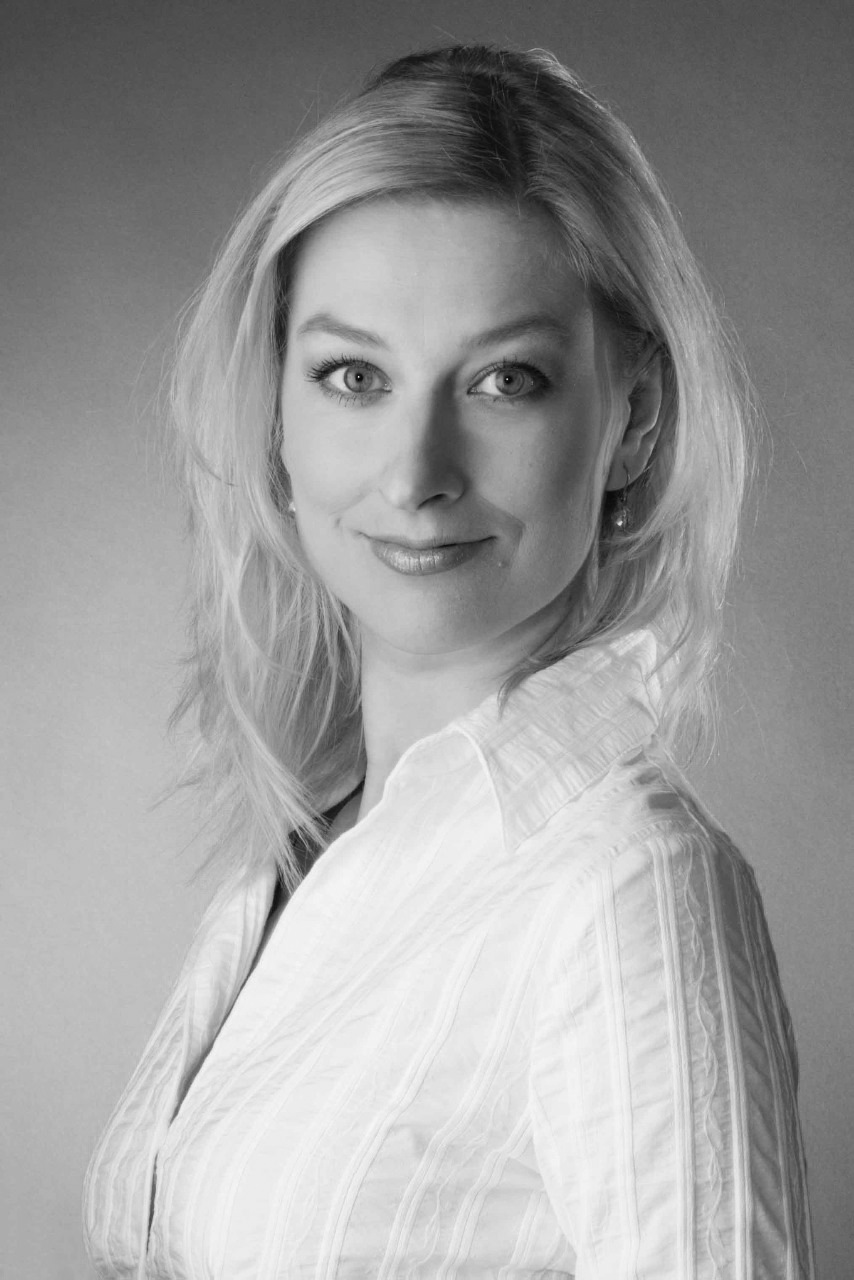
Michaela Káčerková (2013)

Michaela Káčerková (* 1984) ist eine tschechische Organistin.

## Werdegang
Káčerková studierte am Prager Konservatorium Orgel bei Jan Hora, an der Akademie der musischen Künste in Prag bei Jaroslav Tůma und an der Hochschule für Musik und Theater „Felix Mendelssohn Bartholdy“ Leipzig bei Stefan Engels sowie Tobias Schade. Daneben besuchte sie Meisterkurse bei Harald Vogel, Martin Sander, Lorenzo Ghielmi, Olivier Latry und Ludger Lohmann. Sie arbeitete unter anderem mit dem Symphonieorchester des Tschechischen Rundfunks, dem Camerata Baroque Ensemble, dem Orchester des Nationaltheaters in Prag, Capella Regia und dem Karlovy Vary Symphony Orchestra zusammen. Als Solistin trat sie bei Konzerten in Tschechien, Deutschland, Österreich, Italien, Frankreich, England, USA und Japan auf. Seit 2014 ist sie künstlerische Leiterin des Karlsbaders J. C. F. Fischer International Music Festivals.